# テーオーパスワード
テーオーパスワード（欧字名:T O Password、2021年5月20日 - ）は、日本の競走馬。主な勝ち鞍に2024年の伏竜ステークス。

## 戦績

### 3歳（2024年）
1月6日京都ダート1800mの3歳新馬戦に坂井瑠星とのコンビで2番人気に推される。レースでは道中2番手追走から直線でしぶとく抜け出すと最後は後続に2馬身差をつけデビュー戦を勝利で飾る。続く3月23日の伏竜ステークスでは鮫島克駿とのコンビで挑み、好スタートからハナを奪うと直線でも脚色は衰えず、最後は後方から追い込んできたアラレタバシルの追撃を頭差振り切り2連勝とした。この後アメリカに遠征して、5月4日にチャーチルダウンズ競馬場にて行われたG1ケンタッキーダービーに木村和士とのコンビで挑み5着となった。帰国後に休養していたが、両前脚ひざの骨折で全治6か月の診断を受けたことを7月2日に、管理する高柳が明らかにした。すでに骨片の除去手術を終えて、放牧へ出されており、復帰は年明けになる見込み。

### 4歳（2025年）
戸崎圭太を背に1月5日に招福ステークスで復帰するも5着に終わる。その後鞍上をデビュー戦以来の坂井瑠星に戻し挑んだ瀬戸ステークスにてハギノサステナブルとの叩き合いを制し、オープン入りを果たした。

## 競走成績
以下の内容は、JBISサーチの情報に基づく。
| 競走日     | 競馬場              | 競走名     | 格  | 距離（馬場）  | 頭 数 | 枠 番 | 馬 番 | オッズ （人気） | 着順 | タイム （上がり3F） | 着差 | 騎手      | 斤量 [kg] | 1着馬（2着馬）         | 馬体重 [kg] |
| ---------- | ------------------- | ---------- | --- | ------------- | ----- | ----- | ----- | --------------- | ---- | ------------------- | ---- | --------- | --------- | ---------------------- | ----------- |
| 2024.01.06 | 京都                | 3歳新馬    |     | ダ1800m（良） | 16    | 3     | 6     | 003.60（2人）   | 01着 | R1:57.1（37.5）     | -0.4 | 0坂井瑠星 | 57        | （スマートリアファル） | 474         |
| 0000.03.23 | 中山                | 伏竜S      | OP  | ダ1800m（良） | 11    | 8     | 10    | 014.60（7人）   | 01着 | R1:54.1（37.9）     | -0.0 | 0鮫島克駿 | 57        | （アラレタバシル）     | 480         |
| 0000.05.04 | チャーチル ダウンズ | KYダービー | G1  | ダ2000m（Fs） | 18    | 10    | 10    | 029.0（18人）   | 05着 | R                   |      | 0木村和士 | 57        | Mystik Dan             | 計不        |
| 2025.01.05 | 中山                | 招福S      | 3勝 | ダ1800m（良） | 16    | 7     | 13    | 003.00（1人）   | 05着 | R1:53.0（37.4）     | -0.4 | 0戸崎圭太 | 57        | ピュアキアン           | 490         |
| 0000.01.25 | 中京                | 瀬戸S      | 3勝 | ダ1900m（良） | 14    | 3     | 4     | 002.10（1人）   | 01着 | R1:58.0（36.7）     | -0.0 | 0坂井瑠星 | 57        | （ハギノサステナブル） | 482         |

- 海外の競走の「枠番」欄にはゲート番を記載
- アメリカのオッズ・人気は現地主催者発表のもの（日本式のオッズ表記とした）
- 競走成績は2025年1月25日現在

## 血統表
| テーオーパスワードの血統        | テーオーパスワードの血統           | テーオーパスワードの血統                       | （血統表の出典）                  | （血統表の出典） |
| 父系                            | サンデーサイレンス系 (ヘイロー系)  | サンデーサイレンス系 (ヘイロー系)              | サンデーサイレンス系 (ヘイロー系) |                  |
| 父 コパノリッキー 2010 栗毛     | 父の父ゴールドアリュール 1999 栗毛 | *サンデーサイレンス Sunday Silence 1986 青鹿毛 | Halo                              | Halo             |
| 父 コパノリッキー 2010 栗毛     | 父の父ゴールドアリュール 1999 栗毛 | *サンデーサイレンス Sunday Silence 1986 青鹿毛 | Wishing Well                      |                  |
| 父 コパノリッキー 2010 栗毛     | 父の父ゴールドアリュール 1999 栗毛 | *ニキーヤ Nikiya 1993 鹿毛                     | Nureyev                           | Nureyev          |
| 父 コパノリッキー 2010 栗毛     | 父の父ゴールドアリュール 1999 栗毛 | *ニキーヤ Nikiya 1993 鹿毛                     | Reluctant Guest                   |                  |
| 父 コパノリッキー 2010 栗毛     | 父の母コパノニキータ 2001 栗毛     | *ティンバーカントリー Timber Country 1992 栗毛 | Woodman                           | Woodman          |
| 父 コパノリッキー 2010 栗毛     | 父の母コパノニキータ 2001 栗毛     | *ティンバーカントリー Timber Country 1992 栗毛 | Fall Aspen                        |                  |
| 父 コパノリッキー 2010 栗毛     | 父の母コパノニキータ 2001 栗毛     | ニホンピロローズ 1996 栗毛                     | *トニービン                       | *トニービン      |
| 父 コパノリッキー 2010 栗毛     | 父の母コパノニキータ 2001 栗毛     | ニホンピロローズ 1996 栗毛                     | ウェディングブーケ                |                  |
| 母 テーオーレイチェル 2010 芦毛 | 母の父キングカメハメハ 2001 鹿毛   | Kingmambo 1990 鹿毛                            | Mr. Prospector                    | Mr. Prospector   |
| 母 テーオーレイチェル 2010 芦毛 | 母の父キングカメハメハ 2001 鹿毛   | Kingmambo 1990 鹿毛                            | Miesque                           |                  |
| 母 テーオーレイチェル 2010 芦毛 | 母の父キングカメハメハ 2001 鹿毛   | *マンファス Manfath 1991 黒鹿毛                | Last Tycoon                       | Last Tycoon      |
| 母 テーオーレイチェル 2010 芦毛 | 母の父キングカメハメハ 2001 鹿毛   | *マンファス Manfath 1991 黒鹿毛                | Pilot Bird                        |                  |
| 母 テーオーレイチェル 2010 芦毛 | 母の母ナイキフェイバー             | Favorite Trick                                 | Phone Trick                       | Phone Trick      |
| 母 テーオーレイチェル 2010 芦毛 | 母の母ナイキフェイバー             | Favorite Trick                                 | Evil Elaine                       |                  |
| 母 テーオーレイチェル 2010 芦毛 | 母の母ナイキフェイバー             | Sixy Chic                                      | Saratoga Six                      | Saratoga Six     |
| 母 テーオーレイチェル 2010 芦毛 | 母の母ナイキフェイバー             | Sixy Chic                                      | Millie and Me                     |                  |
| 出典                            | 1.                                 | 1.                                             | 1.                                | 1.               |